# Pseudantheraea discrepans
Pseudantheraea discrepans är en fjärilsart som beskrevs av Butler 1878. Pseudantheraea discrepans ingår i släktet Pseudantheraea och familjen påfågelsspinnare. Inga underarter finns listade i Catalogue of Life.

## Bildgalleri

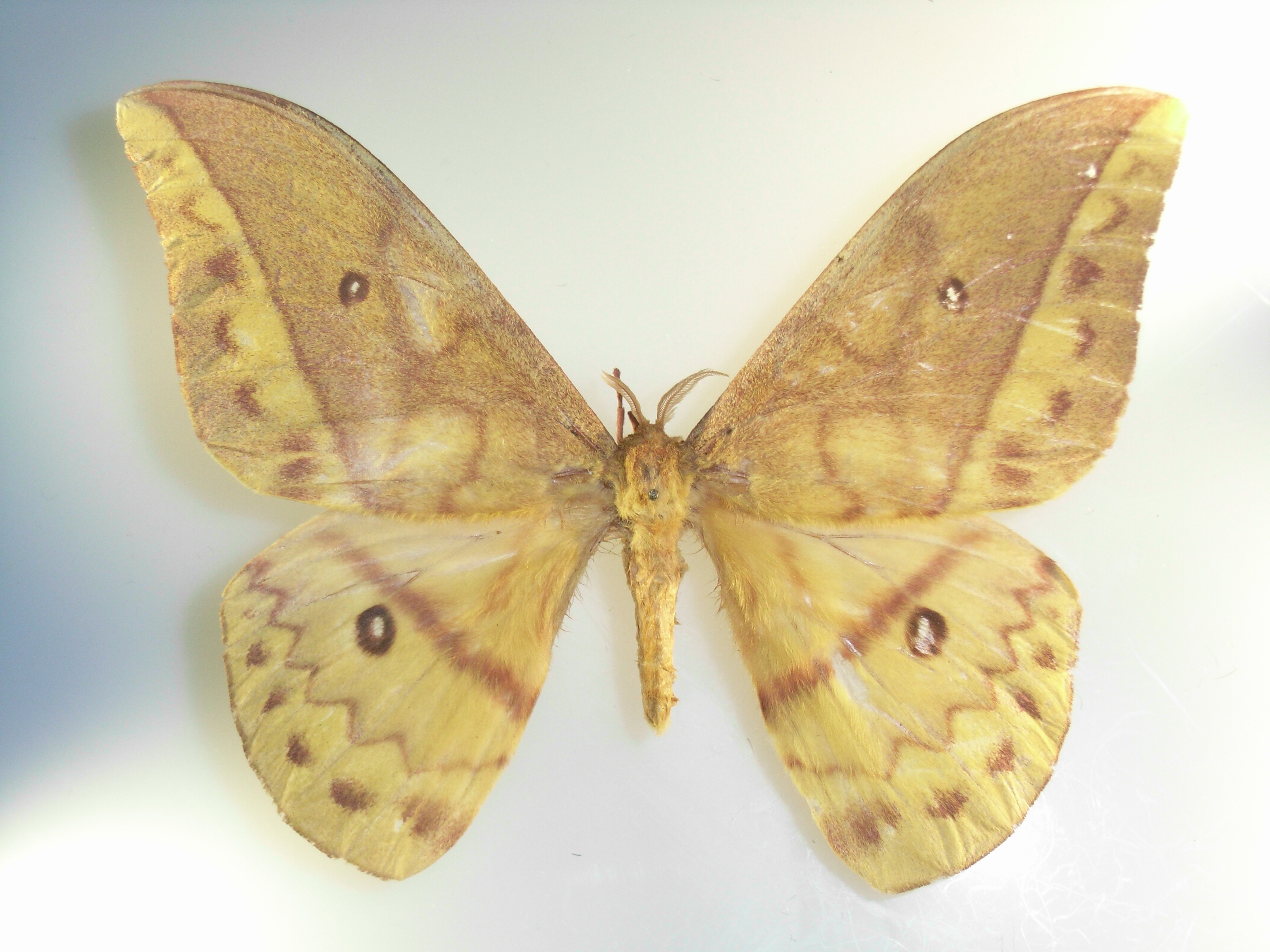